# San Miguel Huautla
San Miguel Huautla là một đô thị thuộc bang Oaxaca, México. Năm 2005, dân số của đô thị này là 1237 người.